# Горенський провулок
Го́ренський прову́лок — зниклий провулок, що існував у Ленінградському районі (нині — Святошинський) міста Києва, місцевість Святошин. Пролягав від Брест-Литовського проспекту до Горенської вулиці (проходив між Святошинською та Липовою вулицями, паралельно їм). 

## Історія
Провулок виник у 1-й чверті XX століття під такою ж назвою. Назва — від с. Горенка поблизу Києва. У довідниках «Вулиці Києва» 1958, 1975 та 1979 років зазначений як Горинський. 
Ліквідований у 1980-х роках у зв'язку зі знесенням старої забудови Святошина.